# カトリーヌ・ボーシュマン＝ピナール
カトリーヌ・ボーシュマン＝ピナール（Catherine Beauchemin-Pinard、1994年6月26日 - ）はカナダのモントリオール出身の柔道家。階級は57kg級と63kg級。身長161cm。

## 人物
最初は63kg級の選手として一定の活躍をしていたが、2013年から階級を57kg級に下げると、世界ジュニアでは準々決勝でこの当時日本代表だった出口クリスタを肩車の有効で破るも、その後の決勝でポーランドのアリエタ・ポドラッチに敗れて2位だった。2014年にはグランプリ・ウランバートルでIJFワールド柔道ツアー初優勝を飾ると、続くグランドスラム・チュメニでも優勝したものの、世界選手権では2回戦で敗れた。世界ジュニアでは準決勝で玉置桃に合技で敗れて3位だった。2015年にはパンアメリカン競技大会で2位となった。世界選手権では準決勝でルーマニアのコリーナ・カプリオリウに技ありで敗れると、3位決定戦でもモンゴルのドルジスレン・スミヤに指導3で敗れて5位だった。2016年のリオデジャネイロオリンピックでは初戦でハンガリーのヘドヴィグ・カラカスに指導1で敗れた。2017年にはカナダに国籍を変更した出口クリスタやジェシカ・クリムカイトとの代表争いを避けて63kg級に階級を戻した。2019年にはグランドスラム・エカテリンブルグで3位になると、パンナム選手権では初優勝を飾った。2021年7月に日本武道館で開催された東京オリンピックでは準決勝で世界チャンピオンであるフランスのクラリス・アグベニューに技ありで敗れるも、3位決定戦に勝利して前日のクリムカイトに続いて銅メダルを獲得した。2022年には英連邦競技大会で優勝した。世界選手権では決勝で堀川恵に内股で敗れて2位だった。2023年のグランドスラム・テルアビブとグランドスラム・アブダビでは優勝したが、世界選手権では7位だった。2024年の世界選手権では準々決勝でオリンピックチャンピオンであるフランスのクラリス・アグベニューを技ありで破るも、その後連敗して5位に終わった。パリオリンピックでは7位だった。2025年のグランドスラム・トビリシでは優勝した。世界選手権では決勝で嘉重春樺に有効で敗れて2位だった
。
IJF世界ランキングは3639ポイント獲得で2位(25/6/2現在)。

## 主な戦績
63kg級での戦績
- 2012年 - ワールドカップ・マイアミ 3位
- 2012年 - ワールドカップ・サンサルバドル 3位
- 2012年 - ワールドカップ・チェジュ 3位
- 2013年 - ベルギー国際 優勝
- 2013年 - パンナム選手権 5位

57kg級での戦績
- 2013年 - グランプリ・リエカ 3位
- 2013年 - 世界ジュニア 2位
- 2014年 - パンナムオープン・モンテビデオ 優勝
- 2014年 - パンナムオープン・ブエノスアイレス 3位
- 2014年 - パンナム選手権 5位
- 2014年 - パンナムオープン・サンサルバドル 優勝
- 2014年 - グランプリ・ウランバートル 優勝
- 2014年 - グランドスラム・チュメニ 優勝
- 2014年 - 世界ジュニア 3位
- 2015年 - ヨーロッパオープン・オーバーヴァルト 3位
- 2015年 - パンナム選手権 3位
- 2015年 - ワールドマスターズ 5位
- 2015年 - パンナムオープン・サンサルバドル 優勝
- 2015年 - パンアメリカン競技大会 2位
- 2015年 - グランドスラム・チュメニ 3位
- 2015年 - 世界選手権 5位
- 2016年 - パンナム選手権 2位
- 2016年 - ワールドマスターズ 5位
- 2017年 - パンナム選手権 2位

63kg級での戦績
- 2017年 - グランプリ・タシュケント 3位
- 2018年 - パンナム選手権 2位
- 2018年 - グランプリ・フフホト 3位
- 2018年 - グランプリ・ザグレブ 3位
- 2018年 - グランプリ・カンクン 2位
- 2019年 - グランドスラム・パリ 5位
- 2019年 - グランドスラム・エカテリンブルグ 3位
- 2019年 - パンナム選手権 優勝
- 2019年 - グランプリ・モントリオール 3位
- 2020年 -　グランプリ・テルアビブ　3位
- 2020年 - パンナム選手権　優勝
- 2021年 -　グランドスラム・トビリシ　優勝
- 2021年 -　グランドスラム・アンタルヤ　3位
- 2021年 -　東京オリンピック　3位
- 2022年 -　パンアメリカン・オセアニア選手権　2位
- 2022年 -　グランプリ・ザグレブ 優勝
- 2022年 -　英連邦競技大会　優勝
- 2022年 -　世界選手権　2位
- 2023年 -　グランドスラム・テルアビブ　優勝
- 2023年 -　グランドスラム・アンタルヤ 3位
- 2023年 -　世界選手権　7位
- 2023年 - グランドスラム・アブダビ 優勝
- 2023年 -　グランドスラム・東京　7位
- 2024年 -　グランドスラム・バクー　2位
- 2024年 -　グランドスラム・トビリシ　優勝
- 2024年 - 世界選手権　5位
- 2024年 - パリオリンピック　7位
- 2025年 -　グランドスラム・トビリシ　優勝
- 2025年 - パンアメリカン・オセアニア選手権　2位
- 2025年 - 世界選手権　2位

(出典、JudoInside.com)